# Axel Bäck
Axel Bäck (* 23. Dezember 1987 in Brüssel, Belgien) ist ein ehemaliger schwedischer Skirennläufer. Er war auf die technischen Disziplinen Slalom und Riesenslalom spezialisiert.

## Biografie
Bäck bestritt sein erstes FIS-Rennen im Mai 2003. Während der nächsten zwei Jahre nahm er ausschließlich in Schweden an diesen Rennen teil und kam dabei einmal unter die besten zehn. Der erste Sieg gelang ihm am 11. Dezember 2005 im Slalom von Geilo in Norwegen und einen Monat später wurde er Schwedischer Juniorenmeister im Slalom. Im Februar 2006 nahm Bäck an seinen ersten beiden Europacup-Slaloms teil, kam dabei aber nicht in die Punkteränge. Im März belegte er bei den Juniorenweltmeisterschaften 2006 den 43. Platz in der Abfahrt, fiel aber in allen anderen Bewerben aus.
In der Saison 2006/07 blieb Bäck im Europacup weiter ohne Punkte, in FIS-Rennen gelang ihm ein Sieg im Slalom von Funäsdalen am 16. Dezember. Bei den Juniorenweltmeisterschaften 2007 fuhr er auf Platz 29 im Riesenslalom und Rang 53 im Super-G. Im Slalom und in der Abfahrt kam er nicht ins Ziel. Am 2. Dezember 2007 erreichte Bäck im Europacup mit Platz 19 im Slalom von Åre sein erstes Resultat in den Punkterängen. Im weiteren Saisonverlauf kam er allerdings nicht mehr unter die besten 30. In FIS-Rennen gelang ihm in der Saison 2007/08 wieder nur ein Sieg, aber im nächsten Winter konnte er  acht FIS-Rennen für sich entscheiden. Im Europacup fuhr der Schwede in der Saison 2008/09 zweimal in die Punkteränge.
Am 27. Januar 2009 ging Bäck im Nachtslalom auf der Planai in Schladming erstmals in einem Weltcuprennen an den Start, fiel jedoch im ersten Durchgang aus. In seinem zweiten Weltcuprennen, dem Slalom in Levi am 15. November 2009, erreichte er nach Rang 28 im ersten Lauf mit der drittbesten Zeit im zweiten Durchgang den 15. Platz und gewann damit seine ersten Weltcuppunkte. Zwei Tage später fuhr er mit Platz zwei im Indoor-Slalom von Wittenburg erstmals im Europacup auf das Podest. Mit weiteren drei zweiten Plätzen erzielte er 2009/10 in der EC-Slalomwertung ebenfalls den zweiten Rang. Seine erste Top-10-Platzierung im Weltcup gelang ihm am 21. Dezember 2009 im Slalom auf der Gran Risa in Alta Badia, als er den zehnten Platz belegte. Bäck nahm im Slalom an den Olympischen Winterspielen 2010 teil, schied aber nach einem Torfehler im zweiten Durchgang aus.
Bei den Weltmeisterschaften 2011 in Garmisch-Partenkirchen gewann Bäck mit dem schwedischen Team die Bronzemedaille im Mannschaftswettbewerb, ohne dabei selbst einen Lauf bestritten zu haben. Im WM-Slalom wurde er Elfter. Im Weltcup erzielte er in der Saison 2010/11 zunächst mit dem sechsten Rang in Schladming sein bis dahin bestes Ergebnis, ehe ihm am 6. März 2011 mit Platz zwei im Slalom von Kranjska Gora (zeitgleich mit Nolan Kasper) die erste Podestplatzierung in einem Weltcuprennen gelang. Er beendete seine bislang stärkste Saison als 14. im Slalomweltcup. Weitere Spitzenplätze blieben bisher aus. Bäck fuhr in der Saison 2011/12 sechsmal unter die schnellsten 15, aber in keinem Rennen unter die besten zehn, und fiel im Slalomweltcup um zehn Plätze zurück. Das nächste Top-10-Ergebnis nach seinem ersten Podestplatz gelang ihm erst im Januar 2013 als Neunter des Lauberhornslaloms in Wengen.
Im April 2016 gab Bäck sein Karriereende bekannt.

## Erfolge

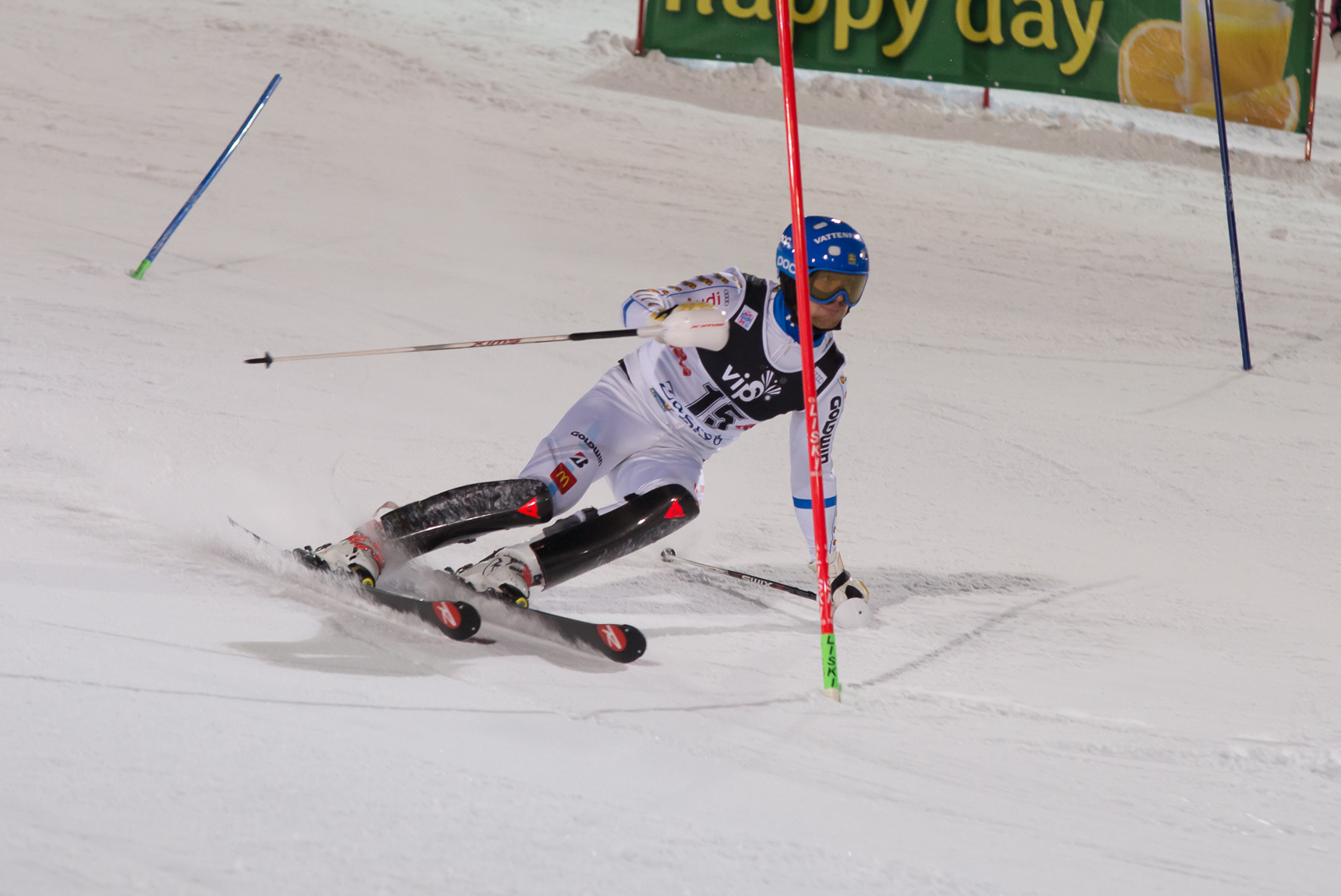
Axel Bäck beim Weltcupslalom in Zagreb 2015

### Weltmeisterschaften
- Garmisch-Partenkirchen 2011: 3. Mannschaftswettbewerb (als Ersatzfahrer), 11. Slalom

### Weltcup
- 4 Platzierungen unter den besten zehn in Einzelrennen, davon 1 Podestplatz
- 1 Podestplatz bei Mannschaftswettbewerben

### Weltcupwertungen
| Saison  | Gesamt | Gesamt | Slalom | Slalom |
| Saison  | Platz  | Punkte | Platz  | Punkte |
| ------- | ------ | ------ | ------ | ------ |
| 2009/10 | 64.    | 110    | 19.    | 110    |
| 2010/11 | 40.    | 212    | 14.    | 212    |
| 2011/12 | 63.    | 124    | 24.    | 124    |
| 2012/13 | 81.    | 56     | 29.    | 56     |
| 2013/14 | 52.    | 143    | 15.    | 143    |
| 2014/15 | 52.    | 143    | 17.    | 143    |
| 2015/16 | 109.   | 31     | 35.    | 31     |

### Europacup
- Saison 2009/10: 2. Slalomwertung
- Saison 2013/14: 9. Slalomwertung
- Saison 2014/15: 9. Slalomwertung
- 10 Podestplätze, davon 5 Siege:

| Datum             | Ort            | Land     | Disziplin |
| ----------------- | -------------- | -------- | --------- |
| 15. Dezember 2011 | Pozza di Fassa | Italien  | Slalom    |
| 24. November 2012 | Levi           | Finnland | Slalom    |
| 1. Dezember 2013  | Trysil         | Norwegen | Slalom    |
| 18. Dezember 2013 | Obereggen      | Italien  | Slalom    |
| 17. Dezember 2014 | Obereggen      | Italien  | Slalom    |

### Juniorenweltmeisterschaften
- Québec 2006: 43. Abfahrt
- Altenmarkt 2007: 29. Riesenslalom, 53. Super-G

### Weitere Erfolge
- 2 schwedischer Meistertitel (Slalom 2013 und 2014)
- 15 Siege in FIS-Rennen
- Schwedischer Slalom-Juniorenmeister 2006